# Teresa (Rizal)
Pour les articles homonymes, voir Teresa.
Teresa est une municipalité de la province de Rizal, aux Philippines.